# Johann Heinrich Kemper

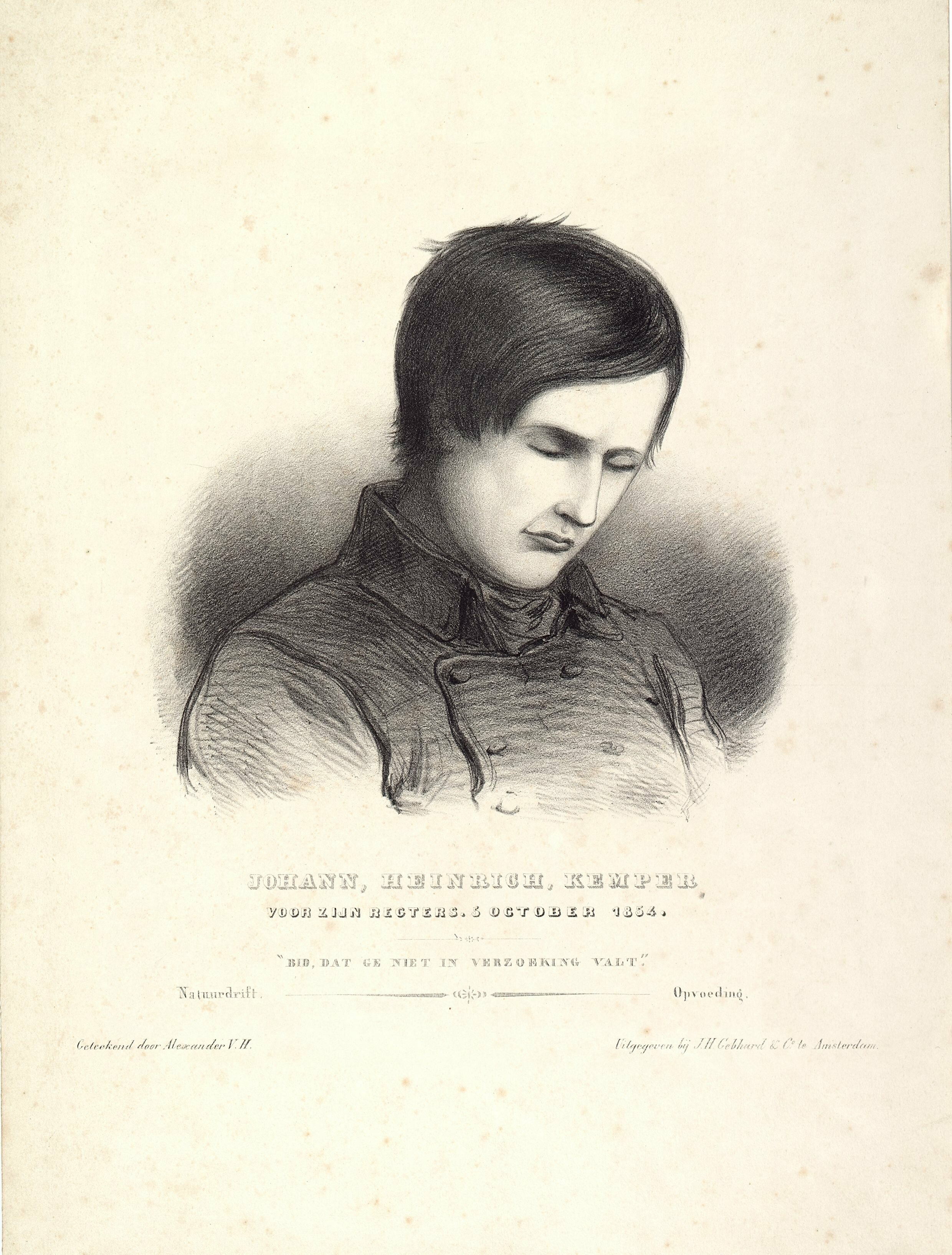
Portret van Johan Heinrich Kemper

Johann Heinrich (Hein) Kemper (Borgloh (nabij Osnabrück), 1832 – Amsterdam, 22 november 1854) was een Duitse man die wegens drievoudige moord en tweevoudige poging tot moord ter dood veroordeeld werd. Hij was een van de laatste personen die in Nederland in vredestijd werd geëxecuteerd en de laatste in Amsterdam. De zaak kreeg nationaal zeer veel aandacht: zo verkocht het Algemeen Handelsblad voor 10 cent de akte van beschuldiging tegen Kemper, met een plattegrond van het huis waar de moorden hadden plaatsgevonden.

## Levensloop
Kemper werd geboren in Duitsland. Zijn ouders waren niet met elkaar getrouwd. Zowel zijn vader als zijn moeder gaven niet veel om hem en nadat zijn moeder met een andere man trouwde verergerde dit nog. Zijn vader vertrok naar Amerika en vergaarde daar rijkdom. In Hannover was Kemper eens veroordeeld voor diefstal. Later werd hij als deserteur veroordeeld omdat hij niet in dienst wilde. Kemper ging op 18-jarige leeftijd naar Nederland. Hij kreeg al snel het idee om ook naar Amerika te gaan. Dit idee om zijn vader in Amerika te bezoeken werd steeds meer een idee-fixe van Kemper. Zijn probleem was echter dat hij geen geld voor de oversteek had en liever lui dan moe was. Verschillende oud-werkgevers en later ook de gevangenisdirecteur verklaarden dat Kemper zijn tijd en geld het liefst besteedde aan overvloedig eten en drinken en vervolgens slapen.
Kemper had 3 maanden gewerkt bij boer Hendrik Frederik Preckwinkel aan de Oetewalerweg bij de Ringsloot in de Watergraafsmeer (destijds gemeente Nieuwer-Amstel). Preckwinkel, weduwnaar van Dorothea Carolina Bode, was in februari 1854 hertrouwd met Petronella Ariensen. Wegens luiheid was hij daar ontslagen. Hierna ging Kemper als polderjongen bij putbaas Karel Haverland werken, die in de tweede keet na Halfweg woonde.

## Misdaad
Kemper was van plan in te breken bij zijn oude werkgever, en dan naar Amerika te vluchten. Dit plan had hij al maanden eerder voorbereid: zo had hij zijn geboorteakte opgevraagd.
In de avond van 19 juli 1854 was Kemper gezien in enkele kroegen in Amsterdam, al kon hij zelf zich deze bezoeken niet meer herinneren. Als voormalig werknemer wist Kemper wanneer er niemand in de boerderij aanwezig zou zijn. Boer Hendrik Frederik Preckwinkel was ook op 19 juli naar Amsterdam gegaan, om op 20 juli de groenmarkt te kunnen bezoeken. Kemper wist dat de mannelijke knechten van Preckwinkel rond half vier 's ochtends het land op zouden gaan.
In de vroege ochtend van 20 juli 1854 brak Kemper in, met - volgens het Openbaar Ministerie - een geladen pistool en een bijl op zak. Kemper verstopte zich tussen de bonen totdat de knechten vertrokken waren en er in het huis alleen nog vrouwen en kinderen waren.
Plotseling kwam Kemper oog in oog te staan met de dienstmeid Cornelia Grootenboer. Kemper sloeg haar met de bijl neer. De boerin, Petronella Preckwinkel hoorde haar schreeuwen en kwam op het lawaai af. Kemper sloeg haar vijf maal met een bijl tegen het hoofd. Omdat de drie kinderen van Preckwinkel, die in de bedstede lagen, nu luid begonnen te huilen, sloeg Kemper ook hen neer. Na zijn misdrijf vluchtte Kemper weg, met een grote som geld en enkele waardevolle spullen.
De knechten die op het geschreeuw afgekomen waren troffen een vreselijk tafereel aan. Cornelia Grootenboer zat onderuitgezakt in een stoel met enkele bloedende wonden en Petronella Preckwinkel lag bloedend op de vloer. En toen even later het gordijn van de bedstede werd geopend, trof men de drie zwaar gewonde meisjes aan. De oudste was inmiddels overleden, de jongste overleed later in het Gasthuis. Alleen de middelste dochter, Mietje van 4 of 5 die achter in de bedstede had gelegen, overleefde de verwondingen.
Aanvankelijk had de politie geen idee wie de moorden gepleegd had. De politie had meerdere verdachten op het oog, waaronder Kemper. Kemper was echter nergens te bekennen. Een zestal andere verdachten, allen knechten van Preckwinkel of voormalige knechten, werden wel aangehouden en stevig verhoord. Wel werd het signalement van Kemper verspreid en dit leidde al snel tot een spoor, een logementhouder bij Den Helder waar hij op 22 juli de boot van Nieuwe Diep naar Londen had genomen. Kemper had een valse naam, Frans de Haas, gebruikt. In Londen probeerde Kemper de boot naar de Verenigde Staten te nemen, maar net voor het vertrek van de boot werd Kemper op 26 juli in Hotel de Nederlanden aan de Londense Commercial Street gearresteerd en uitgeleverd aan Nederland.
Aanvankelijk ontkende hij iets met de moorden te maken te hebben. Hij beweerde het geld dat hij bij zich droeg gewonnen te hebben in een loterij. Na twaalf dagen overtuigde een rooms-katholiek godsdienstleraar Kemper ervan dat het beter was te bekennen, omdat anders zijn ziel geen rust zou vinden. Hierop bekende Kemper de moord, maar hij bleef ontkennen dat hij deze met voorbedachten rade had gepleegd.
Pas op 19 augustus werd de dochter van Preckwinkel die het overleefd had verhoord. Zij verklaarde dat zij "Hein" gezien had die haar stiefmoeder en haar zusjes met een bijl geslagen heeft.

## Rechtszaak

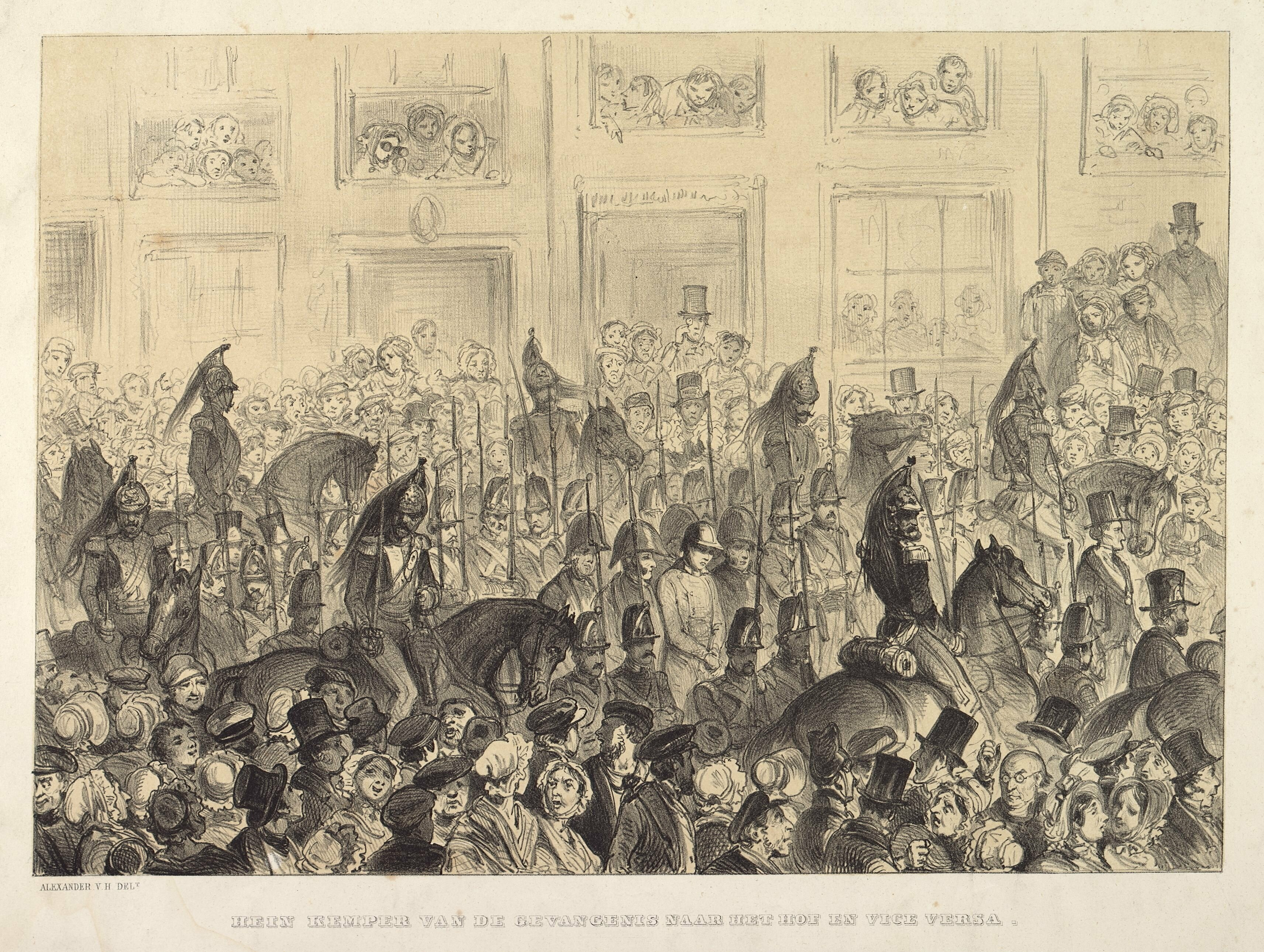
Het overbrengen van de verdachte naar het hof

Begin oktober vond voor het Provinciaal Gerechtshof in Noord-Holland de rechtszaak plaats. De rechters waren mr. J.M. van Maanen, mr. Van Herzeele, mr. Chais van Buuren en mr. Romunde. In de rechtszaak draaide het vooral om de vraag of Kemper met voorbedachten rade de moorden had gepleegd, of in een opwelling.
Er waren 39 getuigen gedagvaard, waarvan er 37 aanwezig waren. De eerste getuige was de dienstmeid Cornelia Grootenboer, die de aanval had overleefd. Hevig geëmotioneerd vertelde Grootenboer dat zij de aanvaller niet had gezien, maar ineens neergeslagen werd en het bewustzijn verloor. Toen zij weer bijkwam waren knechten en buren al ter plekke. Cornelia Grootenboer is meer dan een maand verpleegd in het gasthuis om te herstellen.
Volgens de vertegenwoordiger van het Openbaar Ministerie, Frans Frederik Karseboom, was sprake van voorbedachte rade: Kemper had wapens meegenomen, wist dat ten tijde van de inbraak de vrouwen en kinderen thuis waren en hij had - nadat hij de dienstmeid had neergestoken - ook kunnen vluchten. Toen de advocaat-generaal de doodstraf eiste en van mens tot mens tegen Kemper zei, dat hij berouw moest tonen om zijn ziel te redden, raakte Kemper zichtbaar ontroerd: de tranen rolden over zijn wangen.
De advocaat, Felix Theodoor Westerwoudt, wees in zijn pleidooi op de moeilijke jeugd van Kemper, waarin hij zo veronachtzaamd was door zijn beide ouders dat zijn egoïstische houding volkomen verklaarbaar was. Bovendien was naar de mening van de advocaat geen sprake van voorbedachte rade: Kemper zou bij de inbraak in paniek zijn geraakt toen hij de dienstmeid zag en daarna in een vlaag van verstandsverbijstering iedereen als vijand hebben gezien. Aan het eind van zijn pleidooi wees de advocaat het hof erop dat Kemper wel degelijk berouw had van zijn misdaad en dat hij om Goddelijke vergeving had gebeden.
Bij de uitspraak werd inderdaad voorbedachte rade niet bewezen verklaard. Maar desondanks werd Kemper toch ter dood veroordeeld.

## Executie
In de periode tussen het uitspreken van het vonnis en de executie, werd Kemper vastgehouden in het Huis van Bewaring aan de Weteringschans in Amsterdam. Hier was hij een modelgevangene: volgens zijn bewakers was hij stil en onderworpen, zachtmoedig en behulpzaam. Hij besteedde zijn tijd vooral aan het lezen van godsdienstige werken. Ook was hij begonnen met het schrijven van zijn levensverhaal. Op 21 november 1854 zes uur 's avonds kreeg Kemper te horen dat de Koning zijn gratieverzoek had afgewezen en dat hij de volgende dag om twaalf uur opgehangen zou worden.
Volgens een getuige huilde hij in stilte nadat hij het nieuws gehoord had maar gaf hij ook aan bereid te zijn te sterven. Het enige wat hij vroeg was of het niet mogelijk was om later te sterven, maar toen hier ontkennend op geantwoord werd, berustte hij in zijn lot. De laatste uren werd hij begeleid door twee pastoors, die verheugd waren dat Kemper berouwvol en kalm was. Vervolgens werd Kemper toegesproken door Wiardi Beckman, raadsheer bij het Provinciaal Gerechtshof. Wiardi Beckman wees Kemper ook op de 'troostgronden van het Christelijk geloof'. Hierna werd Kemper naar de laatste cel gebracht, waar een priester en de beul op hem wachtten. Om twaalf uur beklom hij het schavot op het binnenplein van de gevangenis.